# Cupid's Chokehold
Cupid's Chokehold is een nummer van de Amerikaanse rapformatie Gym Class Heroes. Het is de derde single van hun derde studioalbum As Cruel as School Children. De muziek en het refrein in het nummer, dat wordt ingezongen door Fall Out Boy-zanger Patrick Stump, bevat een sample van de hit Breakfast in America van Supertramp.
Het nummer werd wereldwijd een bescheiden hitje. In de Amerikaanse Billboard Hot 100 haalde het de 4e positie. In de Nederlandse Top 40 haalde het de 9e positie, en in Vlaanderen bleef het steken op een 7e positie in de Tipparade.